# ГЕС Матре M
ГЕС Матре M — гідроелектростанція на півдні Норвегії за п'ять з половиною десятків кілометрів на північний схід від Бергена. Використовує ресурс зі сточища річки Matrevassdraget (впадає до Matresfjorden, котрий через Masfjorden та Fensfjorden сполучається з Північним морем), а також із ряду річок, що течуть до найбільшого норвезького фіорду — Согнефіорду.
Найвіддаленіша частина водозбірної системи станції розташована біля південного узбережжя Согнефіорду. Дещо західніше тут знаходиться велике водосховище Stølsvatnet (друге за розміром в системі ГЕС Матре М), створене на річці Øystrebøelva, яка впадає до Ikjefjorden (невелика затока Согнефіорду). Воно має припустиме коливання рівня поверхні в діапазоні 24,4 метра та корисний об'єм у 60,2 млн м3. По тунелю довжиною 1,2 км сховище приймає додатковий ресурс із водозабору на озері Myrestolsvatnet, яке дренується до Ikjefjorden через Storelva. В свою чергу із Stølsvatnet на схід прямує тунель довжиною 1,2 км до невеликого водосховища Tverrvatnet (площа поверхні 0,35 км2, корисний об'єм 3,2 млн м3, що забезпечується коливанням рівня в діапазоні 13 метрів), створеного на Tverrelva, лівій притоці річки Førdeelva, котра тече до Fuglsetfjorden (ще одна південна затока Согнефіорду). Із Tverrvatnet на південний схід прямує тунель довжиною біля 1,5 км, котрий зустрічається зі східною трасою від водосховища Arsdalsvatnet, яке має однаковий максимальний рівень із Tverrvatnet — по 488 метрів НРМ.
Резервуар Arsdalsvatnet розташований на Førdeelva та збирає основний ресурс зі сточища Fuglsetfjorden. Саме воно має площу поверхні 1,35 км2 та корисний об'єм 41,5 млн м3, що забезпечується коливанням рівня в діапазоні 44 метри, крім того, вище по сточищу на лівому допливі Førdeelva річці Kringlebotnselvi знаходиться водосховище Store Fjellvatnet, котре має корисний об'єм 17,5 млн м3. Додатковий ресурс до Arsdalsvatnet надходить з двох напрямків:
- по тунелю довжиною біля 5,5 км, котрий починається на річці Gildråna, правій притоці Bjordalselva (впадає до Fuglsetfjorden) та на своєму шляху підхоплює ресурс із самої Bjordalselva;
- за допомогою тунелю довжиною біля 1,5 км, що транспортує воду із озера Oysterbotnvatnet (дренується до Fuglsetfjorden через Øystrebøvassdraget).
Із Arsdalsvatnet на захід прокладено тунель довжиною біля 2 км, котрий сполучений з водозабором на Fridalselva (лівий доплив Førdeelva), на якій вище знаходить ще одне водосховище Fridalsvatnet з об'ємом 31 млн м3, що забезпечується коливанням рівня в діапазоні 28,5 метра.
Після з'єднання трас від Tverrvatnet та Arsdalsvatnet на південь прямує тунель довжиною понад 7 км, котрий проходить під водорозділом у сточище річки Matrevassdraget та закінчується у розташованому на ній водосховищі Stordalsvatnet. Ця водойма має корисний об'єм 33,7 млн м3 та припустиме коливання рівня поверхні між позначками 444 та 476 метрів НРМ. До неї надходить додатковий ресурс із правобережжя Matrevassdraget, зокрема, прямо у Stordalsvatnet впадає річка Krokevasselva, на якій вище по течії знаходиться найбільше у водозбірній системі станції сховище Krokevatnet з корисним об'ємом 83 млн м3. Крім того, на іншій правій притоці Matrevassdraget Nordgilsdalselvi послідовно розташовані водосховища Holmevatnet (корисний об'єм 14,2 млн м3) та Oyrevatnet (4,3 млн м3). Ще нижче по течії від останнього на озері Hoppstolsvatnet облаштовано водозабір, від якого на схід до Stordalsvatnet прямує дериваційна траса із двох тунелів загальною довжиною понад 4 км. Вона проходить через невелике водосховища Nedste Mosedalsvatnet (1,5 млн м3), котре знаходиться на Mosedalselvi (також права притока Matrevassdraget). При цьому вище по течії Mosedalselvi створений резервуар Kvanngrøvatnet (корисний об'єм 25,6 млн м3).
Із Stordalsvatnet по лівобережжю Matrevassdraget прокладено підвідний тунель електростанції довжиною 12,3 км з перетином до 45 м2, котрий на своєму шляху сполучений з водозаборами на струмку elv fra Skjerjevatnet та річці Kringlebotnselvi (а також її лівому допливу струмку Klendalselvi). Останній ж водозабір траси знаходиться на річечці elv i Kvernhusdalen, котра завершується у Matresfjorden дещо на схід від устя незрівнянно більшої Matrevassdraget.
Основне обладнання станції становлять дві турбіни типу Френсіс загальною потужністю 150 МВт, які використовують номінальний напір у 463 метри та забезпечують виробництво 818 млн кВт-год електроенергії на рік. Можливо відзначити, що у 1962—1963 роках станцію ввели в експлуатацію з двома турбінами типу Пелтон потужністю по 60,4 МВт, проте в 1998-му вона пройшла серйозну модернізацію.
Відпрацьована вода транспортується до розташованого поруч Matresfjorden.